# Entosthodon ouropratensis
Entosthodon ouropratensis är en bladmossart som beskrevs av Jean Édouard Gabriel Narcisse Paris 1904. Entosthodon ouropratensis ingår i släktet koppmossor, och familjen Funariaceae. Inga underarter finns listade i Catalogue of Life.